# Kabinett Barthou

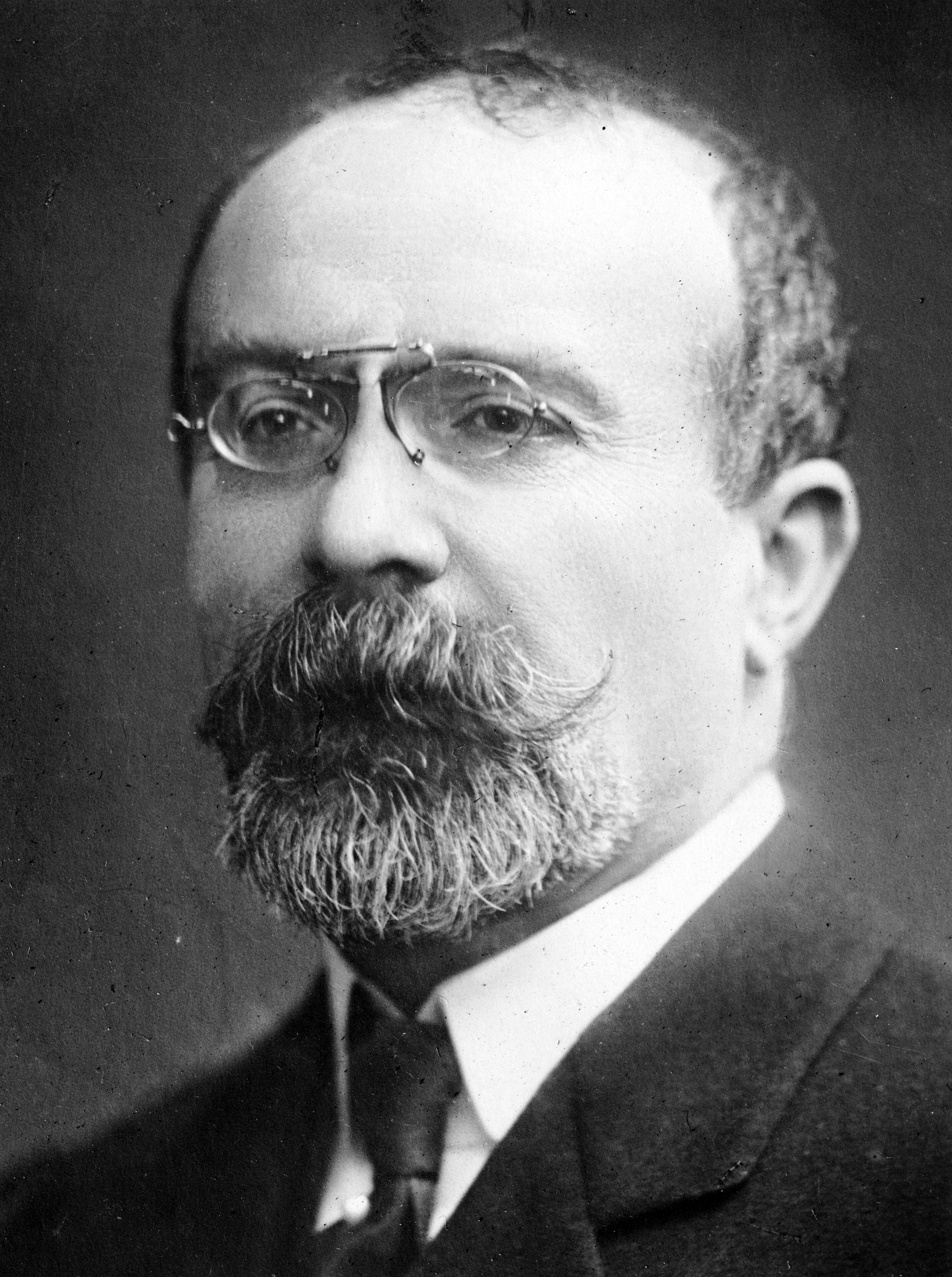
Louis Barthou

Das Kabinett Barthou war eine Regierung der Dritten Französischen Republik. Es wurde am 22. März 1913 von Premierminister (Président du Conseil) Louis Barthou gebildet und löste das Kabinett Briand IV ab. Es blieb bis zum 22. Dezember 1913 im Amt und wurde vom Kabinett Doumergue I abgelöst.
Das Kabinett wurde von folgenden Parteien getragen: Radicaux indépendants, Parti républicain, radical et radical-socialiste Parti républicain-socialiste, Parti républicain démocratique und Fédération républicaine.

## Kabinett
Dem Kabinett gehörten folgende Minister an:
- Premierminister: Louis Barthou (PRD)
- Minister für öffentlichen Unterricht und Kunst: Louis Barthou
- Außenminister: Stéphen Pichon (PRRRS)
- Kriegsminister: Eugène Étienne (PRD)
- Minister des Inneren: Louis-Lucien Klotz (PRRRS)
- Justizminister: Antony Ratier[1] (PRD)
- Minister für Marine: Pierre Baudin (PRRRS)
- Landwirtschaftsminister: Étienne Clémentel (PRRRS)
- Finanzen: Charles Dumont[2] (PRD)
- Minister für öffentliche Arbeiten: Joseph Thierry[3] (FR)
- Minister für Handel, Industrie, Post und Telegraphie: Alfred Massé[4] (PRRRS)
- Minister für die Kolonien: Jean Morel (PRRRS)
- Minister für Arbeit und Sozialfürsorge: Henry Chéron (PRD)

### Unterstaatssekretäre
Dem Kabinett gehörten folgende Sous-secrétaires d’État an:
- Innenministerium: Paul Morel[5] (RI)
- Schöne Künste: Léon Bérard (PRRRS)
- Finanzministerium: Élisée Bourely[6] (PRRRS)
- Post- und Telegraphie: Anatole de Monzie (PRS)

## Historische Einordnung

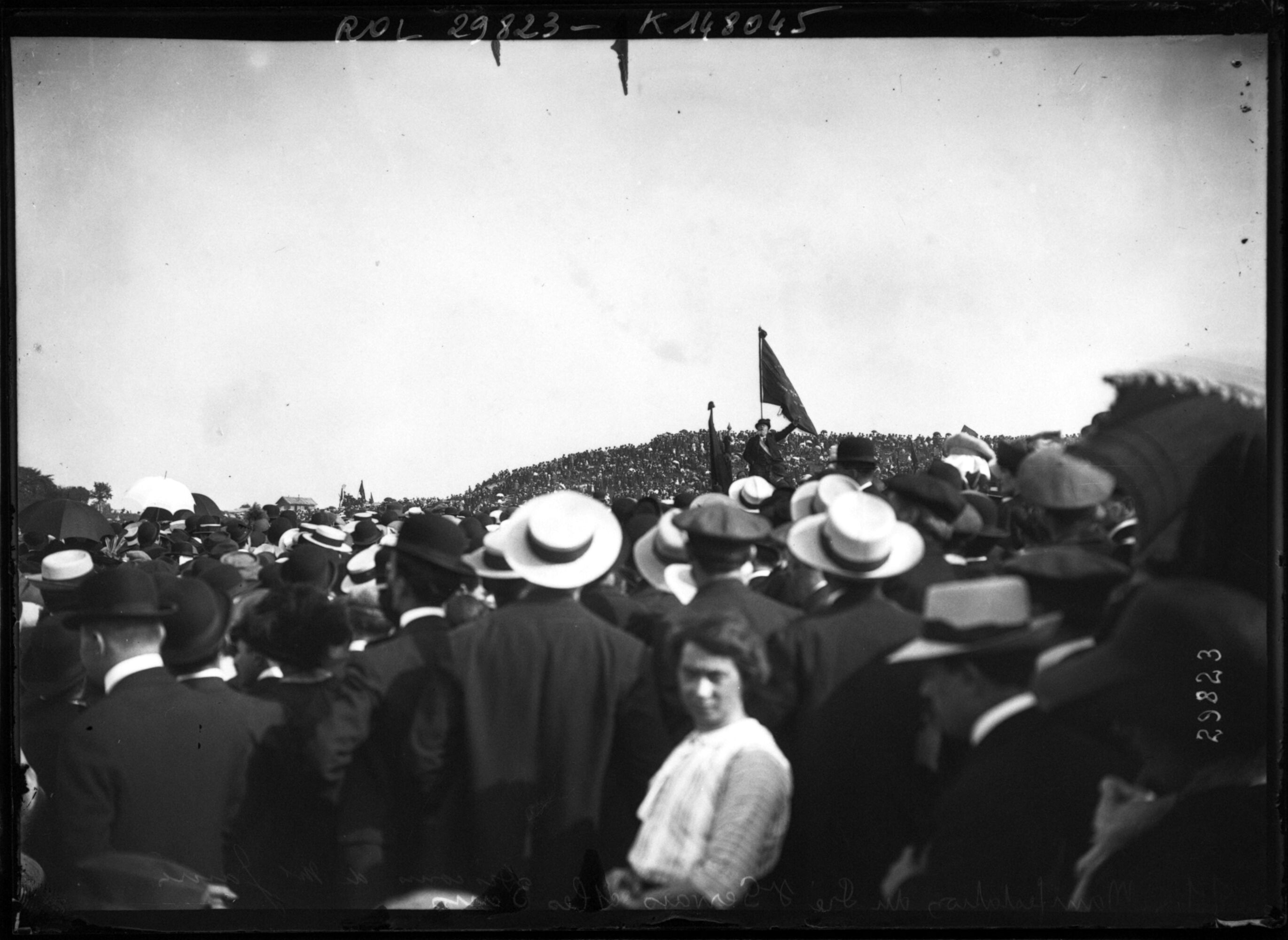
Demonstration in Le Pré-Saint-Gervais gegen das Drei-Jahres-Gesetz (25. Mai 1913) – Rede von Jean Jaurès

Dem Kabinett Barthou gelang es, den Militärdienst auf drei Jahre zu verlängern, woran die Vorgängerregierung noch gescheitert war. Als sein Versuch, das Haushaltsdefizit durch eine Ewige Rente auszugleichen im Parlament scheiterte, trat er zurück.